# 자신을 위해서/for you
《自分のために / for you》은 TOKIO의 31번째 싱글이다. 

## 설명
- 〈自分のために〉는 마츠오카 마사히로 주연의 NTV 토요일 드라마 《너스 맨이 간다》 주제곡으로 타이업되었다.
- 〈for you〉는 TOKIO 버라이어티 후지TV 《멘토레G》 엔딩곡으로 2004년 10월부터 2005년 9월까지 사용되었다.
- 〈for you〉에서 베이스를 담당하는 야마구치 타츠야가 5현 베이스으로 녹음하였다.
- 〈自分のために〉의 PV에는 현재는 데뷔한 같은 소속사 후배인 그룹 Hey! Say! JUMP의 나카지마 유토가 출연하였다.
- 제55회 NHK 홍백가합전의 출전 곡이다.

## 수록곡
1. 自分のために
  - 작사·작곡 : 이이오카 다카시
2. for you 
  - 작사 : TAKESHI / 작곡 : Tord Backstrom·Bengt Girell
3. Nice Guys 
  - 작사·작곡 : TWUNE
4. 自分のために (Backing Track)
5. for you(Backing Track)